# Jacinto Villalba
Jacinto Villalba – piłkarz paragwajski, napastnik. Ojciec Salvadora, uczestnika finałów Mistrzostw Świata 1958.
Jako piłkarz klubu Cerro Porteño był w kadrze narodowej na pierwsze mistrzostwa świata w 1930 roku, gdzie Paragwaj odpadł w fazie grupowej. Nie zagrał jednak w żadnym meczu.
Villalba wziął udział w turnieju Copa América 1939, gdzie Paragwaj zajął 3. miejsce za Peru i Urugwajem. Zagrał we wszystkich 4 meczach - z Chile, Peru, Urugwajem i Ekwadorem.